# Iglesia de San Pedro ad Víncula (Liérganes)

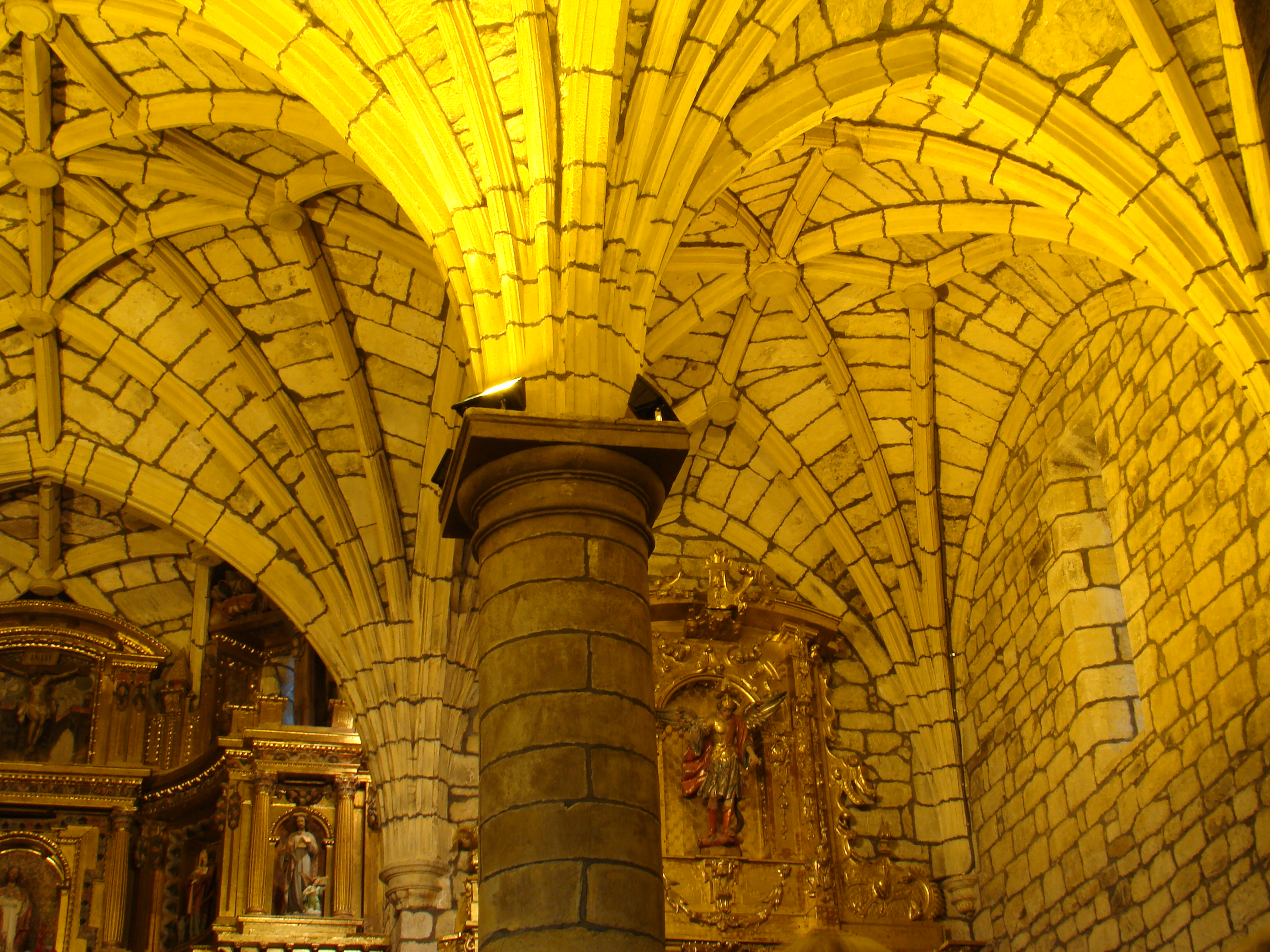
Bóveda de crucería de la iglesia de San Pedro ad Víncula

La iglesia de San Pedro ad Vincula de Liérganes (Cantabria, España), fue declarada Bien de Interés Cultural el 239 de mayo de 1990. La iglesia queda a las afueras de Liérganes, en la parte occidental, llegándose a la misma a través del paseo de Velasco; a su lado tiene el cementerio.

## Datación
Se trata de una iglesia del siglo XVII, época barroca, aunque el estilo al que pertenece es el renacentista, con reminiscencias góticas, como son las bóvedas de crucería. Se construyó encima de otra iglesia anterior, quizá románica, de la que quedan restos en el ábside. La torre se remonta al año 1573. Comenzaron las obras del edificio actual en el año 1591, según trazas de Bartolomé de Hermosa, terminándose en torno al año 1630. Posteriormente (1691) se adosó una sacristía.

## Descripción

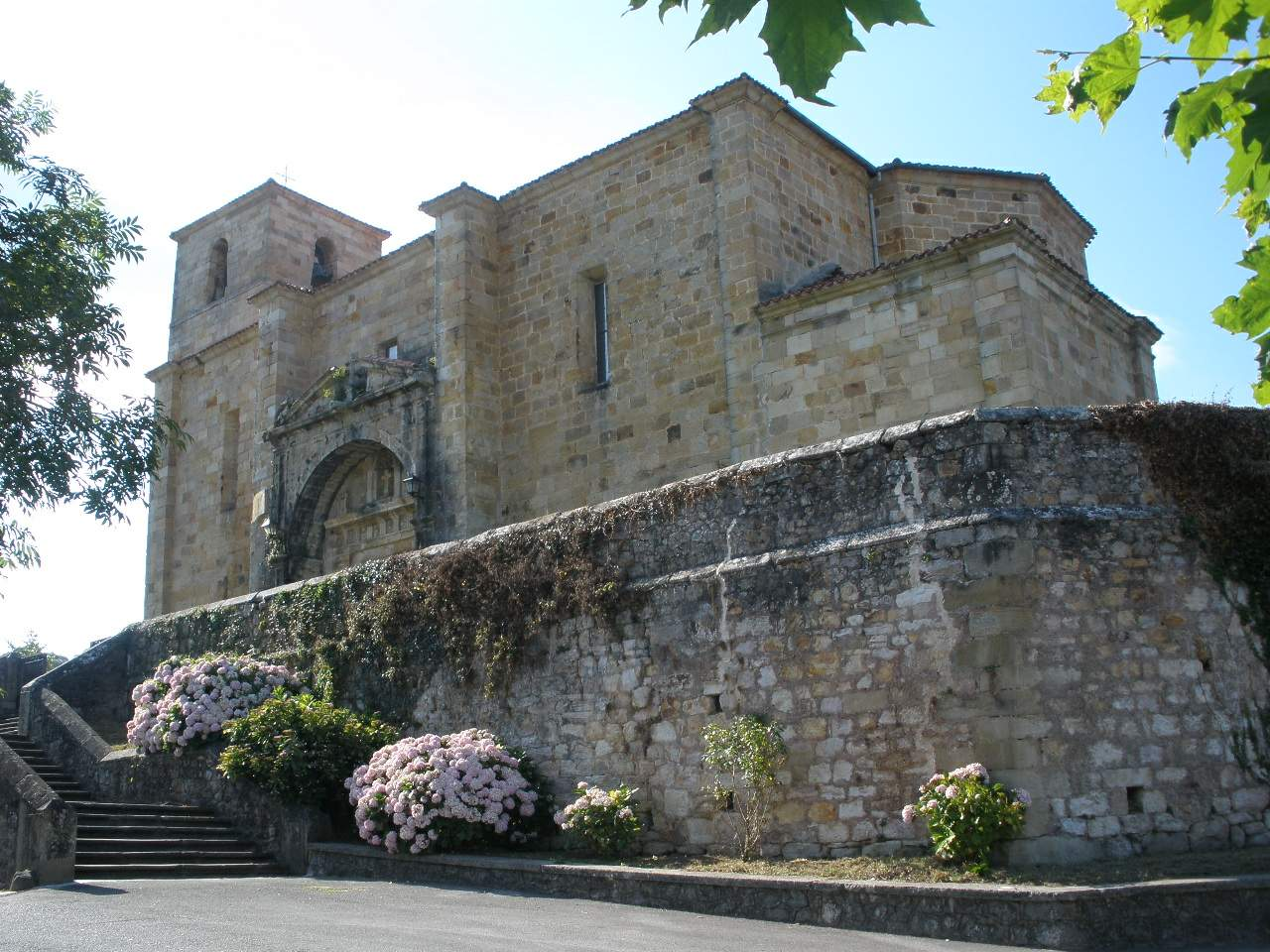
Vista de la parte principal del templo

Es una iglesia de amplias dimensiones. En la fachada meridional se encuentra la puerta de acceso, dentro de una portada que se corresponde con el típico modelo serliano de orden dórico. Tiene un arco de medio punto con pilastras a los lados y por encima arquitrabe; remata el conjunto un arco de triunfo con casetones en el intradós, coronando el conjunto un frontón partido.
Su planta es "de salón", esto es, tres naves de la misma altura, y está rematada por un ábside poligonal. Las naves están separadas por columnas toscanas y cubiertas por bóveda de crucería con terceletes y combados.
En la decoración interior, destacan los retablos. El mayor, datado hacia 1660-1670, es obra de Tirso de la Cidre y Francisco de la Torre, conservándose el Cristo Crucificado original. Hay otros retablos, churriguerescos, ya del siglo XVIII, dedicados respectivamente a la Virgen del Rosario y al Apóstol Santiago.